# Affaire des 132 modérés nantais
L'affaire des 132 modérés nantais est un épisode de la Révolution française durant lequel une centaine de notables nantais sont traduits devant le tribunal révolutionnaire. Leur procès constitue l'un des enjeux politico-judiciaires les plus importants de l'immédiat après-Thermidor (8-14 septembre 1794). L'issue de ce procès tourne au désavantage des accusateurs et entraîne notamment la chute de Carrier.

## Origine du complot contre les «modérés»
Jusqu'à Jean-Baptiste Carrier, la loi des suspects du 17 septembre 1793 n'est pas appliquée à la lettre. Il reste pourtant à Nantes un grand nombre de personnes qui ne se plient que de mauvaise grâce aux injonctions de la poignée de sans-culottes maîtres de la ville. L'idée d'attribuer à ces « modérés » un complot vient tout naturellement. L'historien Henri de Berranger estime que la mort par suicide du général Léchelle le 12 novembre (en prison) est exploitée en ce sens par Pierre Chaux, l'un des membres les plus influents du Comité révolutionnaire. Carrier lui-même peut également avoir convoité leurs biens, beaucoup d'entre eux étant des citoyens aisés.
En vertu de l'article 3 de ladite loi, le Comité nantais dresse une liste des gens suspects, délivre contre eux des mandats d'arrêt et fait apposer des scellés sur leurs papiers. L'exécution de ses directives est toutefois entachée de nombreuses irrégularités, les commissaires du Comité et la compagnie Marat ayant tendance à profiter des pleins pouvoirs qui leur ont été remis.[réf. nécessaire] Trois cents nantais sont interpellés et un certain nombre relâchés. 
En réalité, la crise fédéraliste ne fait qu'effleurer Nantes et, l'agitation de l'été 1793 passée, la persistance d'un complot effectif dans cette ville n'a jamais pu être démontrée, ni par les policiers de l'époque ni par les historiens qui ont cherché à en retrouver les traces.[réf. nécessaire]

## Arrestation des «suspects»
Le Comité s'efforce d'abord d'obtenir l'assentiment de Jean-Baptiste Carrier. Il lui soumet donc des lettres, soi-disant prises sur les « brigands », qui indiquent qu'il y a eu à Nantes un complot contre les autorités constituées et le représentant du peuple. À sa séance du 15 brumaire an II (5 novembre 1793), le Comité prend un arrêté ordonnant l'incarcération de riches négociants, et de gens d'esprit que l'opinion désigne comme suspects.
Il ne faut pas plus d'une semaine au Comité pour monter ensuite sa « tragi-comédie judiciaire ». Au petit matin du 22 brumaire an II (12 novembre 1793), le Comité fait battre la générale. Des pièces d'artillerie sont déployées, des piquets de soldats et de gardes nationaux mis en faction, tandis que la compagnie Marat se saisit de près de cent cinquante notables. 
Comme il s'en justifiera un peu plus tard, le Comité « n'a point attendu, pour agir, des preuves matérielles et des dénonciations ». Il lui a suffi de constater que les « égoïstes, les modérés et tous les gens à grands moyens » ne se sont pas « fortement prononcés » en faveur de la Révolution jacobine. À ce titre seul ils deviennent suspects.

## Transfert des suspects à Paris
Détenus dans plusieurs prisons dont celle du Bouffay, les suspects se révèlent aussitôt bien encombrants. Sachant qu'il n'y a rien de tangible à leur reprocher et que ni Carrier, ni le tribunal révolutionnaire, ni même la commission Lenoir ne voudront s'occuper d'eux ou alors se borneront à les frapper de peines légères, le Comité imagine de transférer les suspects à Paris. Là, ils n'échapperont pas au Tribunal révolutionnaire. L'arrêté de transfert est pris le 24 brumaire an II (14 novembre 1793), puis la liste des intéressés est dressée. Jean-Baptiste Carrier ratifie le document le 26 brumaire an II (16 novembre 1793). Les détenus prennent finalement la route de Paris le 6 thermidor an II (24 juillet 1794).
Au nombre de cent trente-sept ou cent trente-six à l'origine, puis cent trente-deux, ces Nantais connaissent une odyssée pitoyable avant d'échouer dans les geôles parisiennes. D'après l'historien Armel de Wismes, Carrier donne même l'ordre de les faire noyer sur le chemin, aux Ponts-de-Cé ; mais l'officier Boussard qui dirige le convoi assure leur sauvegarde jusqu'à Paris. Plusieurs d'entre eux meurent néanmoins de faim, de froid, de maladie et privations sur la route. Finalement, ils arrivent à Paris au nombre de 110.

## Inculpations des Nantais
Le procès des Nantais est l'occasion d'une agitation comme Paris n'en a plus connu depuis les journées de thermidor an II (juillet 1794). Les prévenus forment un échantillonnage assez complet de l'élite nantaise. On peut les répertorier de la façon suivante :
- 47 négociants, armateurs, directeurs de fabrique ou de manufacture, courtiers, notaires,
- 42 hommes de loi et administrateurs de l'Ancien Régime et du nouveau,
- 19 gentilshommes,
- 6 ecclésiastiques,
- 5 officiers de la marine marchande,
- 4 médecins,
- 4 employés,
- 10 divers.

Face à un tribunal épuré, composé désormais de magistrats et de jurés « modérés », la tâche des quatre avocats défenseurs des Nantais n'est pas insurmontable. Quarante de leurs clients sont « prévenus de délits différends mais qui tendent tous au système de contre-révolution ; parmi eux on distingue plusieurs dont les propos et la conduite aristocratique ne permettent pas de douter des instructions perfides qui paraissent les avoir dirigés ». Ce sont là les fautifs les plus douteux, ceux sur lesquels les preuves manquent absolument. Suivent les inculpations plus graves car plus cernées, six pour « délits fanatiques », huit comme « agents du despotisme et de la tyrannie », sept pour « intelligences et conspiration avec les émigrés ou les rebelles de Vendée » ; il y a aussi sept « accapareurs des marchandises de première nécessité ». Enfin et surtout, seize Nantais sont accusés d'avoir adhéré à la « faction liberticide du fédéralisme ». On trouve parmi ceux-ci tous les supposés Girondins de Nantes, Villenave, les deux Sotin, Peccot, sans oublier François Louis Phelippes-Tronjolly, ex-président du tribunal révolutionnaire de Nantes qui est poursuivi en même temps que ses concitoyens. Dans le contexte post-thermidorien, l'accusation de fédéralisme demeure d'une extrême gravité; elle peut conduire à la guillotine.

## Procès
Ouvert peu après l'exécution de Maximilien Robespierre le 9 thermidor an II (28 juillet 1794), le procès se déroule du 22 au 28 fructidor an II (8-14 septembre 1794). Les prévenus comparaissent donc devant un tribunal épuré par les partisans du coup d'État. Ce tribunal est chargé de juger les fédéralistes insurgés contre le pouvoir en place, mais aussi les membres du Comité révolutionnaire de Nantes et Jean-Baptiste Carrier, dans le procès du Comité nantais.
Dès les premières audiences, on voit la situation se retourner et, au fur et à mesure que les témoins défilent, ces derniers achèvent de se discréditer, pendant que les Nantais prennent non seulement l'allure de persécutés mais se campent en accusateurs. François Louis Phelippes-Tronjolly mène les débats : il interpelle les uns après les autres les témoins. Balayant l'accusation de fédéralisme, il s'acharne contre les plus notables de ses accusateurs, Jean-Jacques Goullin et Jean-Baptiste Carrier. Ce dernier est venu au tribunal pour minimiser ses actes à Nantes. Comme il affecte de ne pas reconnaître Phelippes-Tronjolly, celui-ci se lève et lance à l'assistance : « il faut que je sois bien changé pour que le représentant Carrier ne me reconnaisse plus ! » Interloqué, Carrier ne peut que bredouiller : « Je ne te croyais pas ici. » L'effet est désastreux pour lui. Chacun peut voir jusqu'à quel point Carrier est capable de nier l'évidence. 
Les vilenies de Pierre Chaux étant mises à jour, Jean Marguerite Bachelier se réfugiant dans l'amnésie et Michel Moreau-Grandmaison avouant qu'il est bien un criminel, l'ex-Comité révolutionnaire de Nantes a piteuse allure. En revanche, c'est à une rédemption des Nantais accusés que Paris assiste. Une déposition favorable de Jean-Baptiste Bô, un réquisitoire modéré, de bonnes plaidoiries dont celle astucieuse de Beaulieu invoquant les mânes de Marat pour mieux sauver ses clients, et celles, poignantes, de Tronson-Ducoudray n'hésitant plus à parler des « bateaux à soupapes » et de la Loire infectée par les cadavres, emportent la décision des jurés.

## L'acquittement
Tous les prévenus sont acquittés, même ceux reconnus coupables de complicité avec les rebelles ou d'actes contraires à l'unité et à l'indivisibilité de la République. Pour ceux-là, le Tribunal use d'une nouvelle disposition légale, sauvegarde des accusés politiques : on leur accorde d'avoir agi « sans intentions criminelles et contre-révolutionnaires ». L'issue du procès appelle à aller plus loin. Les têtes des Nantais sauvées, ce sont celles des membres du Comité de Nantes et de Jean-Baptiste Carrier qui vont être mises dans la balance de la justice.

## Liste des 132 nantais
132 Nantais partent pour Paris, 4 ne vont pas plus loin qu’Angers mais sont remplacés par 5 autres prisonniers, ce qui explique la liste des 137 noms ci-dessous,.
- Abraham de la Gourtière Jean, ancien procureur fiscal des Régaires de Nantes
- Allonneau Jean, ancien huissier au Présidial de Nantes
- Arnous Thimotée, négociant
- Aubry de la Fosse aîné Jean, négociant
- Aubrys Martin, Bénédictin, probablement frère du précédent
- Ballais Pierre, ancien subdélégué de l’Intendance de Bretagne
- Ballan René-Julien, négociant
- Bascher Marie-Pierre, ancien lieutenant particulier de l’amirauté de Nantes
- Béconnais Jacques, fabricant de biscuits de mer
- Béranger, dit Mercix, notaire ou avoué
- Bernède Jean-Baptiste, capitaine de navire
- Biclet Jean-Marie, ancien procureur au Présidial
- Billard Florentin, drapier
- Biré (Philippe de), ex-noble
- Bodin des Plantes, médecin, sous-maire de Nantes
- Bonvallet, marchand de vins en gros
- Borgnier Jean-Antoine, ancien directeur des Droits sur les ouvrages d’or et d’argent
- Bourotte René, ancien Minime
- Briand du Marais François, notaire
- Brière Jos., commis négociant
- Bruneau de la Souchais, ex-procureur au Présidial
- Cassard Guillaume, carrossier
- Castellan Jean, bijoutier
- Castellan fils
- Charbonneau (Toussaint de), ex-avocat au Parlement de Rennes
- Charbot Pierre, ancien sénéchal des Régaires
- Charette de Boisfoucaud Gabriel
- Chaurand du Chaffault
- Chauvet Joseph, négociant
- Chère François, sacriste à la cathédrale
- Cherrière Philippe, religieux minime
- Chevalier, commis caissier de la maison Grou
- Clanchy Jean, négociant
- Cocaud de la Villauduc Charles, avocat
- Colas de Malmusse Pierre, négociant
- Cotelle ou Cotel Pierre, avocat
- Coutances (Amaury de), ancien officier
- Crespin Charles, ex-chanoine de la cathédrale de Montpellier
- Crigno Aignan, négociant
- Defrondat Jean-Pierre, négociant
- Delaunay André, ancien procureur au Présidial
- Dalaville ou De Laville François, négociant
- Desbouchaud Thomas, marin
- Dorvo Joseph-Marie, avocat
- Dreux René, ancien conseiller au Présidial
- Dreux Charles fils, avocat
- Pierre Dubern, fabricant d’indiennes
- Dubra Dominique, bijoutier
- Duchesne J.-B., courtier
- François-Marie-Bonaventure du Fou , négociant
- Duparc ou Du Parc, directeur des Vivres de la Marine
- Durocher François-Louis, ancien auditeur à la Chambre des Comptes
- Espivent de la Villesboisnet Antoine-Anne, ancien conseiller au Parlement de Bretagne
- Estourbeillon (René de l’), ancien capitaine au régiment de Picardie
- Fauvel Charles, officier de la Marine marchande
- Fleuriot d’Omblepied (Alexandre de), capitaine au régiment de Navarre
- Florenceau-Descotières, planteur
- Forget François-Marie, ancien conseiller-maître à la Cour des Comptes
- Fouré ou Fouray de Salembeni Guillaume, ancien officier, puis conseiller-maître à la Chambre des Comptes
- Fournier Pierre, directeur du théâtre
- Farnier René, ancien procureur au Présidial
- Garreau Joseph, ancien procureur au Présidial
- Gauthier René, architecte
- Gazet du Chatelier Michel l’aîné, ancien militaire
- Gazet de la Noe Jacques, ancien officier
- Geslin René, négociant
- Geslin Théodore, marchand de toiles, né à Soissons ; probablement parent du précédent
- Hamon de la Thébaudière René, négociant
- Hernault Augustin, horloger
- Hervé François, avocat
- Hugue Joseph, ancien trompette de ville
- Huguet Nicolas, frère du précédent, serrurier
- Issautier Jacques, commis des Vivres de la Marine
- Jaillant Pierre, négociant
- James Henri, médecin
- Lamé-Fleury Pierre, négociant
- Landais du Pé Julien, ancien capitaine de grenadiers royaux
- Laporte Pierre, fripier
- Latoison Henri, planteur
- Latour Pierre, planteur, membre du Comité royal de Machecoul
- Lecomte Pulchéry, commis aux expéditions du bureau des Douanes
- Le Masne de Chermont J.-B., négociant
- Lepot François, négociant
- Le Roux Julien, tanneur
- Luette de la Pilorgerie Michel-Jean, ex-correcteur à la Chambre des Comptes de Bretagne
- Mabille des Granges Jean-Clair, rentier
- Marguerin de Longtier Bonaventure, ancien juge de la Monnaie de Nantes
- Marie Pierre, avocat
- Martel (René de)
- Martin dit Duradier
- Maublanc Pierre, négociant
- Menou (Louis-Joseph, comte de), ancien lieutenant
- Menou (Louis-Victor de), fils du précédent, ancien colonel du régiment de la Sarre
- Mercier Pierre, négociant
- Mongin J.-B., avocat au Parlement
- Monti de Bogat  (Jos. de), ancien officier
- Monti de Friguel (Salomon de), ex-page de la Grande écurie du Roi
- Montréal (Jean de) ex-directeur des Sels
- Onfroy de Bréville J.-B., négociant
- Pantin de la Guère Bernardin, ancien capitaine d’infanterie
- Peccot Antoine, publiciste et homme politique
- Pellerin Joseph, avocat, membre de l’Assemblée constituante
- Périchou de Kervesaux
- Perrotin Pierre, négociant
- Pichelin de Cleray, Julien père, juge de la Monnaie de Nantes
- Pichelin de Cleray Jean-Marie, fils du précédent
- Pineau du Pavillon Sébastien, avocat
- Pisanceau, ancien commis négociant
- Poirier François, négociant et tourneur
- Pont d’Aubevoye (François-Louis de), comte de la Roussière
- Poton ou Pothon Antoine, administrateur du Département
- Pouchet François-Amable, chapelier
- Poydras René-Claude, marchand de drap
- Prébois Pierre-Joseph, constructeur de navires
- Pussin François, négociant
- Remaud de la Gobinière François, ancien greffier des Régaires et de l’Officialité
- Retaud du Fresne J.-B., ancien officier de marine
- Roger de la Mouchetière Philippe, ancien maire de Nantes
- Rousseau des Mélotières Mathurin, capitaine de navire et négociant
- Saint-Blanchard Jean-Charles, religieux minime
- Sarrebourse d’Audeville Pierre, négociant
- Sauquet Jean-Henri, ancien procureur du Roi à la Monnaie
- Servelle Jean, courtier
- Sotin de la Coindière Pierre, président de l’Administration de la Loire-Inférieure
- Sotin Jean-Marie, marin, frère du précédent
- Speckmann, chirurgien
- Sue Benoît, ancien chirurgien des Ville et Château de Nantes
- Taillebois Aubin, marchand d’ardoises et de merrains
- Thébaud J.-B., négociant associé à Feydeau
- Thomas Charles-François, négociant, associé à Michel Lalande
- Tiger Sébastien-Louis-Luc, ancien procureur au Présidial
- Vallot Philippe-Robert, courtier
- Varsavaux de Henlée François-René, notaire à Nantes
- Vay (Louis-Joseph de), ancien président au Parlement de Bretagne
- Vay (Pierre-Marie de), ex-officier
- Villenave Mathieu-Guillaume-Thérèse, avocat
- Watin